# Leo Aloysius Pursley
Leo Aloysius Pursley (* 12. März 1902 in Hartford City, Indiana; † 15. November 1998) war ein US-amerikanischer Geistlicher und römisch-katholischer Bischof von Fort Wayne-South Bend.

## Leben
Leo Aloysius Pursley empfing am 11. Juni 1927 das Sakrament der Priesterweihe.
Papst Pius XII. ernannte ihn am 18. Juli 1950 zum Titularbischof von Hadrianopolis in Pisidia und Weihbischof in Fort Wayne. Die Bischofsweihe spendete ihm der Apostolische Delegat in den Vereinigten Staaten, Erzbischof Amleto Giovanni Cicognani am 19. September desselben Jahres; Mitkonsekratoren waren der Bischof von Fort Wayne, John Francis Noll, und Weihbischof Joseph Mary Marling aus Kansas City. 
Am 21. Februar 1955 ernannte ihn Papst Pius XII. zum Apostolischen Administrator von Fort Wayne. Nach dem Tod John Francis Nolls ernannte ihn der Papst am 29. Dezember 1956 zum Bischof von Fort Wayne. Die Amtseinführung folgte am 26. Februar des folgenden Jahres. Das Bistum Fort Wayne wurde am 28. Mai 1960 in Bistum Fort Wayne-South Bend umbenannt.
Pursley nahm an allen vier Sitzungsperioden des Zweiten Vatikanischen Konzils als Konzilsvater teil.
Papst Paul VI. nahm am 24. August 1976 Pursleys Rücktritt an.